# Les Tourailles
Les Tourailles település Franciaországban, Orne megyében. Lakosainak száma 59 fő (2018. január 1.). Les Tourailles La Carneille, Durcet, Sainte-Honorine-la-Guillaume és Sainte-Opportune községekkel határos.

## Népesség
A település népességének változása:
| Lakosok száma | 102  | 84   | 74   | 96   | 102  | 74   | 71   | 69   | 59   | 59   |
|               | 1962 | 1968 | 1975 | 1982 | 1990 | 2008 | 2013 | 2015 | 2017 | 2018 |